# Alois Veltzé
Alois Veltzé (* 15. Februar 1864 in Totis/Tata; † 21. März 1927 in Wien) war ein österreichischer Offizier, Archivar und Historiker.

## Leben und Wirken
Der in Ungarn geborene Alois Veltzé kam nach Schulbesuch in Görz und Mährisch Weißkirchen im Jahre 1881 an die Theresianische Militärakademie in Wiener Neustadt, die er bis 1884 besuchte. Danach verlief eine Militärlaufbahn. Von 1895 bis 1897 nahm er an der Archivarsausbildung am Institut für Österreichische Geschichtsforschung teil, im Anschluss daran arbeitete er bis 1900 und wieder von 1902 bis 1920 am Kriegsarchiv in Wien. Er gehörte zum Vorstand des Archivs, leitete seit 1902 die Bibliothek, seit 1915 die Schriftenabteilung und seit 1918 die Staatsaktenabteilung, seit 1916 im Rang eines Oberst.
Durch seine Veröffentlichung zahlreicher kriegsgeschichlicher Arbeiten entwickelte sich Veltzé zu seinem bedeutenden Militärhistoriker Österreichs. In Wien wurde eine kleine Straße nach ihm benannt („Veltzegasse“).

## Schriften
- (Bearb.): Raimondo Montecuccoli / Ausgewählte Schriften. Vier Bände. Braumüller, Wien 1899–1900.
- (Bearb.): Die Wiener Stadtguardia 1531–1741. Verl. d. Wiener Alterthums-Vereins, Wien 1902.

- Österreichs Thermopylen 1809 (= Das Kriegsjahr 1809 in Einzeldarstellungen, Bd. 1). Stern, Wien 1905.
- (Hrsg.): Unsere Truppen in Bosnien-Herzegowina. Sechs Teile. Stern, Wien 1907–1909.
- (mit Maximilian von Hoen): Kriege unter der Regierung des Kaisers Franz. Krieg 1809. Bd. 2: Italien. Seidel, Wien 1908.

- (Bearb.): Erzherzog Johanns „Feldzugserzählung“ 1809. Nach den im gräflich Meranschen Archiv erliegenden Originalaufzeichnung. Seidel, Wien 1909.

- Die Politik Metternichs (= 1813–1815, Österreich in den Befreiungskriegen, Bd. 1). Edlinger, Leipzig 1911.

- (mit Hugo Kerchnawe): Feldmarschall Karl Fürst zu Schwarzenberg, der Führer der Verbündeten in den Befreiungskriegen. Eine Biographie. Gerlach & Wiedling, Wien/Leipzig 1913.

- Krieg gegen Neapel 1815 (= 1813–1815, Österreich in den Befreiungskriegen, Bd. 9). Verlag für Vaterländische Literatur, Wien 1914.

- (Mithrsg.): Helden des Roten Kreuzes. Manz, Wien 1915.

- (Hrsg.): Aus der Werkstatt des Krieges. Ein Rundblick über die organisatorische und soziale Kriegsarbeit 1914/15 in Österreich-Ungarn. Manz, Wien 1915.

- (Mithrsg.): Unsere Soldaten. Episoden aus den Kämpfen der österreichisch-ungarischen Armee im Weltkrieg 1914/15. Manz, Wien 1915.

- (Mitarb.): Unsere Offiziere. Episoden aus d. Kämpfen d. österreichisch-ungarischen Armee im Weltkrieg 1914/15. Manz, Wien 1915.

- (mit Paul Stefan): Unter Habsburgs Banner. 2 Kriegsjahre 1914/16. Ullstein, Berlin 1916.

- (Bearb.): Unsere Nordfront. Episoden aus den Kämpfen der österreichisch-ungarischen Armee im Weltkrieg 1914-16. Manz, Wien 1916.
- (Hrsg.): Aus dem Kriegsland Österreich-Ungarns. Bd. 1: Vom Isonzo zum Balkan. Piper, München 1917.

- (Bearb.): Unsere Kämpfe im Süden. Episoden aus den Kämpfen der österreichisch-ungarischen Wehrmacht im Weltkrieg 1914/17. Manz, Wien 1917.
- (Hrsg.): Donauland. Deutsche Lyrik aus Österreich. Roller, Wien 1919.